# Никола Койчев
Никола Стефанов Койчев е български учител и археолог.

## Биография
Роден е на 1 август 1886 г. в гр. Нова Загора. Първоначално учи в родния си град. Средно образование завършва в Сливенската гимназия. Работи като учител в с. Оризаре, с. Новоселец и др. Завършва специалност история и география в Софийския университет (1918). Работи като учител в Станимашката и Първомайската гимназия. С указ N 158/4 август 1921 г. е назначен за директор на Станимашката държавна гимназия. Учител по история в Новозагорската гимназия (1923 – 1949).
Уредник и директор на Историческия музей в Нова Загора (1950 – 1960). Активизира местно археологическо дружество „Загоре“. Автор на статии в периодичния печат и на „Упътване за описание на селищата в Новозагорска околия“ (1926). След като събира достатъчно материал (археология, нумизматика, етнография) от разкопки, откупи и дарения, открива в една от стаите на Новозагорската гимназия първата музейна сбирка в Нова Загора (1926). По-късно сбирката е преместена в сградата на читалище „Диньо Сивков“ и е достъпна за посетители.
Никола Койчев е първият новозагорец, който извършва археологически разкопки в района. Заедно с видния български археолог и праисторик Васил Миков провежда разкопки на известната селищна могила при село Караново (Карановска селищна могила, 1936 – 1937). Проучванията продължават с участието на проф. Георги Георгиев (1946 – 1957). Научните резултати за известни като Карановска култура. В резултат фондът, с който разполага музейната сбирка, достига 5000 експоната. За съхраняването и опазването на това безценно богатство е открита първата експозиция на археологическото дружество (1949). През 1950 г. е обявена за Държавен музей. Обогатява се с находки от проучванията на селищни могили до с. Караново и с. Езеро (Дипсизка Селищна могила).
Мечтата на Никола Койчев е да се построи музейна сграда. На 6 юли 1955 г. започва нейното реализиране. Организирани са трудови дни, томболи, лотарии, вземане на строителни материали от стари сгради. По това време гост на града ни е Чудомир, който му е личен приятел и когато вижда как върви изграждането на музея заявява: „ще поздравите Койчев от мен три пъти...“. През 1959 г. в центъра на града е вдигната сградата на Исторически музей – една от първите в страната. Предстои още много работа по новите експозиции и оборудване фондохранилища. Това е свързано с изключително много напрежение, а и предстояло тържествено откриване на музея. По спомени разказани от негови близки, вълнението, което го е обзело, е голямо и той умира внезапно на 3 март 1960 г.
Никола Койчев е първият изследовател на Новозагорския край, прави опити за изработване на археологическа карта на района, в която са отбелязани селищни и надгробни могили, антични и средновековни обекти. Повече от тридесет години проучва, събира и анализира, за да напише „История на Нова Загора и Новозагорско през вековете“.